# Teorema fonamental de l'aritmètica
El teorema fonamental de l'aritmètica afirma que
Sigui {\displaystyle a} un nombre enter diferent de {\displaystyle 0,1,-1}. Existeixen nombres primers positius {\displaystyle p_{1},...,p_{n}} (amb {\displaystyle n\geq 1}) tals que {\displaystyle a=\pm p_{1}\cdot p_{2}\cdot ...\cdot p_{n}} i són únics llevat de l'ordre.
Aquesta expressió d'un enter com a producte de nombres primers s'anomena factorització. Per exemple:
6936 = 23 · 3 · 17²
1200 = 24 · 3 · 5²
i cap altra factorització d'aquests nombres és possible. Aquest procés demostra que els primers es poden considerar els elements bàsics a partir dels quals es construeixen tots els enters; en concret, ens dona un coneixement complet de tots els factors d'un nombre. Per exemple, en el cas del 6936, de la factorització anterior, que és única, se sap que tots els possibles factors (no primers) de 6936 són:
2a · 3b · 17c
amb 0 ≤ a ≤ 3, amb 0 ≤ b ≤ 1 i amb 0 ≤ c ≤ 2. Això dona un total de 4 · 2 · 3 = 24 factors.

## Demostració
La primera demostració es deu a Euclides, i consisteix en dues parts: primer cal demostrar que tot nombre es pot escriure com a producte de nombres primers i, en segon lloc, demostrar que aquest producte és únic, excepte per l'ordre dels productes.
Suposem que hi hagués enters que no es poden escriure com a producte de primers i suposem també que n sigui el més petit d'aquests enters. Com n no pot ser igual a 1 (pel que hem dit abans) ni pot ser un primer, ja que qualsevol primer és producte d'ell mateix, ha de ser un nombre compost i, per tant, el podem escriure com
n = ab
on a, b són enters positius més petits que n. Com que n era l'enter més petit que no es podia escriure com a producte de primers, resulta que a, b sí que es poden escriure com a producte de primers:
a = p1p₂p₃...
b = q1q₂q₃...
i, per tant:
n = ab = p1p₂p₃...q1q₂q₃...
És a dir, que n sí que es pot escriure com a producte de primers, contradient la suposició i demostrant que, efectivament, tot enter es pot escriure com a producte de primers.
Ara falta demostrar la unicitat del producte en primers. Se sap que si un nombre primer p divideix un producte ab, llavors divideix a o divideix b (lema d'Euclides). Ara suposem que existeixen dos productes de nombres primers que donen el mateix nombre enter i suposem que p és un primer del primer producte; aquest p divideix el primer producte i, per tant, també el segon. Llavors també ha de dividir almenys un factor del segon producte. Però tots els factors són primers, no divisibles per ningú més que ells mateixos. Això només deixa la possibilitat que p també sigui un dels factors del segon producte. Continuant amb tots els factors veuríem que tots són iguals.

## Generalització
Els anells on es compleix aquesta propietat que tot element es pot factoritzar de manera única en producte d'elements primers s'anomenen anells factorials o anells de factorització única. El teorema fonamental de l'aritmètica demostra que l'anell dels nombres enters és un anell factorial, però n'hi ha d'altres com els anells de polinomis, els anells principals, etc.